# Сідні Олкотт
Сідні Олкотт (англ. Sidney Alcott (John Sidney Alcott); 20 вересня 1872, Торонто — 16 грудня 1949, Голлівуд) — американський кінематографіст (режисер, сценарист, продюсер).

## Біографія
Народився 20 вересня 1872 в Торонто.
Бажаючи стати актором, приїхав з Канади до Нью-Йорка, де працював у театрі до 1904 року. У цьому ж році знявся у фільмі кіностудії Biograph Studios, з цього часу починається відлік його кінематографічної кар'єри. Протягом короткого часу він був режисером і генеральним менеджером цієї студії.
У 1907 році Френк Моріон і Семюель Лонг за фінансової підтримки Джорджа Клейна створили кінокомпанію Kalem, куди як художнього керівника, сценариста і режисера вони запросили Олкотта. Пізніше Олкотт став президентом цієї компанії, отримавши деяку частку її акцій. У 1910 році він запропонував ідею прокату фільмів студії Kalem за кордоном. Через фінансові розбіжності Сідні Олкот в 1915 році покинув компанію, яка в 1916 році була придбана кіностудією Vitagraph Studios.
Потім на Східному узбережжі Олкотт став одним із засновників організації Motion Picture Directors Association, пізніше перетворену в Гільдію режисерів Америки, і через деякий час став її президентом. Переїхавши до Голлівуду, він багато й успішно працював в американському кінематографі.
Помер 16 грудня 1949 року. З 1915 року був одружений з актрисою Валентиною Грант, померлої також в 1949 році.